# Арабаджиоглу, Бюлент
Бюлент Арабаджиоглу (тур. Bülent Faiz Arabacıoğlu; 11 августа 1950, Эскишехир) — турецкий художник комиксов, карикатурист, получивший всемирную известность благодаря своим комиксам про Типитипа (тур.Tipitip) и Героического Рыдвана (тур. En Kahraman Rıdvan).

## Жизнь и творчество

### Детство и юность
Бюлент Арабаджиоглу родился 11 августа 1950 года в турецком городе Эскишехире. С детства он очень любил рисовать всё, что его окружало — друзей, дома, горы, комиксы с приключениями в блокнотах и школьных тетрадях. Родители поддерживали увлечение сына и отдали его учиться в художественную школу. После окончания общеобразовательной и художественной школы в 1968 году он отправляется учиться в Стамбул. Изначально он планировал поступить в Технический университет Йылдыз на архитектора, но по уговору старейшин поступает учиться на более перспективную по тем временам профессию геодезиста-картографа.

### Первая работа
Окончив университет в 1972 году и положив в карман диплом бакалавра факультета картографической инженерии Стамбульской государственной академии инженерной архитектуры, Бюлент понимает, что его настоящая любовь — рисование, и начинает работать за минимальную зарплату в западногерманском агентстве, производящем карикатуры и комиксы за рубежом. В 1973-м году он переходит на работу карикатуристом и иллюстратором в одну из крупнейших газет Турции — Hürriyet, для которой рисует эмблему, и присоединяется к коллективу карикатуристов в юмористическом журнале Çarşaf, созданного в рамках того же издательства, а также публикует свои работы в журналах Gırgır, Hıbır, HBR Maymun и Dinozor.
В 1974 году Бюлент женится на Тюркан Бокала, которую любил ещё со школы. На долгие годы она становится его музой и надежным помощником.

### Типитип
В этот период Бюленту Арабаджиоглу поступает предложение создать «персонажа комиксов для новой жевательной резинки с вкладышами». На тот момент у неё ещё не было названия. Нарисовав 10 разных персонажей, он отправились на встречу с советом директоров из семи человек на фабрику Kent Gıda Sanayi A.Ş. вместе с представителями агентства, которое сделало ему это предложение. В презентации на встрече он объяснил, какой особенный характер должен быть у каждого персонажа. Персонаж Типитипа понравился всем. Его длинный ракетовидный нос, шляпа, очки, бабочка, невысокий рост и небольшой животик показались забавными и привлекательными. Имя персонажа — Типитип (TipiTip — типичный тип) возникло спонтанно после того, как во время обсуждения прозвучали слова «у него типичный вид», какой «характерный типаж». Имя жевательной резинки также стало и именем главного персонажа.
После того, как Бюлент придумал и нарисовал первую часть комиксов с Типитипом для фирмы Kent Gıda (70 штук), рисунки были отправлены в типографию в Германии. В те годы в Турции не было качественной системы полиграфической печати, позволяющей печатать вкладыши (печать с ротационной катушкой). Через некоторое время его призывают на срочную службу в армию. После окончания военной службы и возвращения в Стамбул компания Kent делает ему предложение снимать 60-секундные мультипликационные рекламные ролики для Типитипа с трансляцией на телевидении каждую неделю. В течение 55 секунд — это должна была демонстрироваться забавная история про Типитипа, а последние 5 секунд звучать слоган: «Твой веселый друг Типитип!» и реклама жевательной резинки.
В 1977 году Бюлент, у которого на тот момент не было опыта создания мультфильмов, покидает газету Hürriyet, в которой работал, и, вместе со своим другом Атешем Бениче, у которого такой опыт был, основывает «Агентство Типитипа» по производству мультфильмов. На протяжении 3-х лет было создано в общей сложности 52 одноминутных мультфильма, что является рекордом для Турции, иногда со скоростью один мультфильм в неделю, что было достаточно сложно в тяжелой для того времени экономической ситуации в Турции. Из-за острого дефицита материалов — кинопленки, ацетата, красок, все это приходилось искать на чёрном рынке и заказывать через друзей в ФРГ. Над мультфильмами работала команда из 7-8 человек, включая жену Бюлента — Тюркан.
Эти одноминутные мультфильмы транслировались на турецком телевизионном черно-белом канале ТРТ каждую неделю по пятницам. Эти мультфильмы стали очень популярными среди детей и они с нетерпением ждали выхода нового эпизода. Однако Бюлент Арабаджиоглу со своей командой решили создать полноценные цветные мультфильмы, с возможностью демонстрации их в кинотеатрах Турции. Руководство компании Kent одобрили эту идею и в результате было создано несколько пятиминутных мультфильмов о приключениях Типитипа. Озвучил персонажа Типитипа известный турецкий комедийный актёр Шенер Шен.

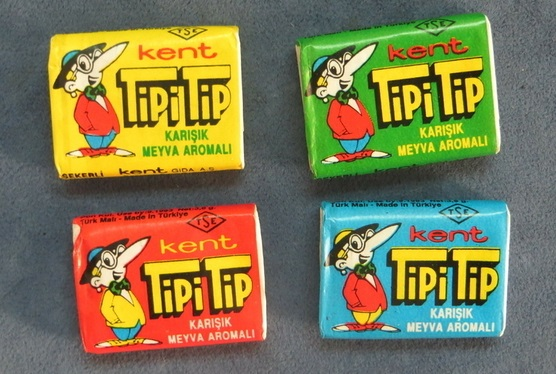
Жевательная резинка TipiTip

В 1980 году компания Kent Gida прекращает рекламировать жевательную резинку Типитип на телевидении. Бюлент с коллегами начинают издавать детский журнал «Вести от Типитипа» и рассылать его по адресам более 15 000 детей с ежемесячной подпиской. Это добавило персонажу Типитипа ещё больше любви и популярности.
Однако с ухудшением экономической ситуации Бюлент Арабаджиоглу закрывает агентство Типитипа и снова возвращается к работе над комиксами и карикатурами в юмористическом журнале Gırgır. В этот период времени он придумывает ещё одного персонажа комиксов — «Самого героического Рыдвана» (En Kahraman Rıdvan), который по популярности в Турции не уступает Типитипу. В 1989 году вместе с 25 своими друзьями Бюлент начинает издавать юмористический журнал Hibir.
В 1992 году представители компании Kent Gida предлагают Бюленту Арабаджиоглу начать работу менеджером на их фабрике. Там создается «Отдел упаковки и графики», состоящий из 14-16 человек, под председательством одного из владельцев компании, и начинается выпуск не только комиксов про Типитипа, которые используют как вкладыши для жевательной резинки, но и разработкой графики для ряда новых продуктов, таких как Jelibon, Bonibon, Topitop.
В 1998 году постоянный стресс и курение подрывают здоровье художника и ему проводят операцию по коронарному шунтированию.
В 2006 году компания Kent Gıda A.Ş. была выкуплена британской компанией Cadbury и Бюлент начал работать заместителем генерального директора и арт-консультантом в агентстве графического дизайна и рекламы ArtPoint.
В настоящее время Бюлент Арабаджиоглу хоть и вышел на пенсию, но продолжает работать в рекламном агентстве ArtPoint и преподавать в Стамбульском университете. Также он удаленно создает комиксы про Типитипа для владельца этого бренда — американской компании Mondelez International.

## Популярность Типитипа
Персонаж Типитип хорошо известен во всём мире. На протяжении пятидесяти лет Типитип был любимым персонажем несколько поколений турецких детей. Кроме комичного образа хитроватого недотепы, важной причиной популярности Типитипа сам Бюлент называет аполитичность персонажа, а также рядом ограничений на ситуации, в которых он оказывался — автор всячески избегал тем, связанных с политикой, эротикой, ругательствами и насилием. Художник так говорит об этом: «Я придумывал и рисовал ежедневные смешные ситуации, в которые попадал мой персонаж, я внимательно наблюдал за людьми, подмечая, что им нравится и над чем они смеются. Особенно внимательно я изучал детей и молодежь. Я просто показывал потенциально забавные аспекты повседневной жизни. Таким образом, Типитип стал любимцем людей всех возрастов».
Изначально созданный для внутреннего рынка Турции в 80-е годы он получил популярность в Восточной Европе, а в конце 80-х начале 90-х годов вместе с завозимой из Турции жевательной резинкой стал любимым персонажем комиксов детей постсоветского пространства и США. Зная о такой популярности в этих странах компания Кент Гида стала печатать перевод комиксов на русский и английский языки. На протяжении некоторого времени рассматривались предложения создать фильм и сериал про Типитипа. Бюлент Арабаджиоглу, как автор персонажа, всячески поддерживал подобные предложения, однако права на наименование принадлежали компании Kent Gida, не дававшей разрешение на производство. С конфликтом авторских прав связаны проблемы выхода каталога всех серий комиксов про Типитипа и книги, посвященной этому персонажу, в отличие от Героического Ридвана, которому посвящен ряд книг.
В настоящий момент авторские права на Типитипа принадлежат американской компании Mondelez International, которая рассматривает Tipitip как внутренний турецкий бренд, производит и продает его исключительно внутри страны.